# Neoechinorhynchus macronucleatus
Neoechinorhynchus macronucleatus är en hakmaskart som beskrevs av Machado 1954. Neoechinorhynchus macronucleatus ingår i släktet Neoechinorhynchus och familjen Neoechinorhynchidae. Inga underarter finns listade i Catalogue of Life.